# Servicio Jurídico de la Administración de la Seguridad Social
El Servicio Jurídico de la Administración de la Seguridad Social (SJASS) de España es un servicio común de la Seguridad Social responsable de prestar asistencia jurídica en el ámbito de las entidades gestoras, servicios comunes y otros organismos o entidades de naturaleza pública que conforme a la ley integren la Administración de la Seguridad Social. El SJASS no posee personalidad jurídica propia y, aunque actúa de forma independiente en el ejercicio de sus funciones, depende de la Secretaría de Estado de la Seguridad Social, órgano responsable de coordinar y dirigir sus competencias.
El personal del Servicio Jurídico está integrado principalmente por los funcionarios del Cuerpo Superior de Letrados de la Administración de la Seguridad Social, responsables de prestar asesoramiento jurídico, así como de representar y defender en juicio los intereses de los organismos de la Seguridad Social. Asimismo, podrá corresponder a los miembros del citado Cuerpo la representación y defensa en juicio de las autoridades, funcionarios y empleados de las Entidades gestoras y Servicios comunes, cualquiera que sea su posición procesal, cuando los procedimientos se sigan por actos u omisiones relacionados con el ejercicio de su cargo y así se autorice expresamente por el director del Servicio Jurídico.

## Historia

### Antecedentes
El Real Decreto-ley 36/1978, de 16 de noviembre, sobre gestión institucional de la Seguridad Social, la Salud y el Empleo vino a simplificar la compleja organización existente en este ámbito de la Administración, con la desaparición de gran parte de los organismos anteriores que fueron sustituidos por las actuales Entidades gestoras de la Seguridad Social. A raíz de esta reforma se produjo la integración de los Letrados al servicio de los distintos organismos gestores extinguidos y pertenecientes a Cuerpos diferentes, en un único Cuerpo al servicio de todas las Entidades gestoras y Servicios comunes de la Seguridad Social, que culmina con la Ley 30/1984, de 2 de agosto, de Medidas para la Reforma de la Función Pública, que dispuso su integración en el actual Cuerpo Superior de Letrados de la Administración de la Seguridad Social.
Desde un principio, las Entidades gestoras y la Tesorería General de la Seguridad Social, crearon sus propios servicios jurídicos dando lugar a las Asesorías Jurídicas Centrales, del Instituto Nacional de la Seguridad Social, del Instituto Nacional de la Salud, del Instituto Social de la Marina, del entonces Instituto Nacional de Servicios Sociales (hoy, Instituto de Mayores y Servicios Sociales) y de la Tesorería General de la Seguridad Social, independientes entre sí. A nivel periférico se organizaron las Asesorías Jurídicas Provinciales que, en un principio fueron únicas y comunes y que posteriormente se han ido desgajando hasta llegar al día de hoy en que, en la mayor parte de las provincias, las Entidades gestoras y la Tesorería General de la Seguridad Social cuentan en sus organigramas con una Asesoría Jurídica propia e independiente de las demás.
En un intento por mejorar los defectos de coordinación que por aquel entonces existían, se aprobó el Real Decreto 530/1985, de 8 de abril, por el que se estableció la estructura orgánica básica del Ministerio de Trabajo y Seguridad Social, atribuyendo a la entonces Dirección General de Régimen Jurídico dependiente de la Secretaría General de la Seguridad Social las funciones de coordinación de las cuestiones contenciosas que afectasen a la Administración de la Seguridad Social y la coordinación de su defensa en juicio.
El paso de los años demostró la ineficacia de esta estructura administrativa y con la Ley 52/1997, de 27 de noviembre, de Asistencia Jurídica al Estado e Instituciones Públicas se pusieron los primeros cimientos para el actual Servicio Jurídico. Esta ley, estableció que «la asistencia jurídica de la Administración de la Seguridad Social, consistente en el asesoramiento jurídico y la representación y defensa en juicio en el ámbito de las Entidades gestoras y Servicios comunes de la Seguridad Social corresponderá a los miembros del Cuerpo de Letrados de la Administración de la Seguridad Social» y que «al ámbito de las Entidades gestoras y de la Tesorería General de la Seguridad Social, en la misma medida en que, atendida la naturaleza de las mismas y lo dispuesto por las Leyes vigentes, aquellos preceptos les sean aplicables, si bien las referencias contenidas en aquéllos a los Abogados del Estado, al Servicio Jurídico del Estado o a la Dirección del Servicio Jurídico del Estado se entenderán efectuadas, respectivamente, a los Letrados de la Administración de la Seguridad Social, a los distintos Servicios comunes o Entidades gestoras a los cuales dichos Letrados estén adscritos, o a la Secretaría de Estado de la Seguridad Social». Asimismo, plasmaba la necesidad de hacer efectivo el principio de unidad de doctrina en el ámbito de la asistencia jurídica, disponiendo que el Gobierno de la Nación adoptará las medidas organizativas necesarias para ello y, por último, habilitaba al Gobierno para aprobar las normas reglamentarias de ejecución y desarrollo de la Ley.

### Servicio Jurídico de la Seguridad Social
Así, en cumplimiento de los establecido en la Ley 52/1997, se aprobó en mayo de 2000 el Real Decreto 692/2000, de 12 de mayo, por el que se establece la estructura orgánica básica del Ministerio de Trabajo y Asuntos Sociales cuyo artículo único creó el Servicio Jurídico de la Administración de la Seguridad Social con carácter de servicio común de la Seguridad Social. El Reglamento del Servicio Jurídico, aprobado en agosto de 2001, especificó sus funciones y estructura.

## Organización
El Servicio Jurídico de la Administración de la Seguridad Social está constituido por:
- La Dirección del Servicio Jurídico de la Administración de la Seguridad Social. Es al cúspide del Servicio Jurídico y se encarga, bajo la dependencia directa del Secretario de Estado de la Seguridad Social, de dirigirlo y coordinarlo así como de dirigir y coordinar los Servicios Jurídicos delegados en el ámbito de las Entidades gestoras y Servicios comunes de la Seguridad Social. De este dependen:
  - La Secretaría General, que asiste al Director y gestiona los servicios comunes del SJASS.
  - La Unidad de los Procedimientos Contenciosos de la Administración de la Seguridad Social, responsable de coordinar y dirigir todas las acciones relativas a la representación y defensa en juicio de las entidades gestoras, servicios comunes y otros organismos de la Seguridad Social.
  - La Unidad de Asesoramiento Jurídico de la Administración de la Seguridad Social, responsable de establecer criterios comunes de interpretación y coordinar la acción asesora del Servicio Jurídico.
- Los Servicios Jurídicos delegados en los Servicios Centrales de las Entidades gestoras y Servicios comunes de la Seguridad Social, que ejercen las mismas funciones que la Dirección pero en su respectivo ámbito competencial.
- Los Servicios Jurídicos delegados provinciales, que presta el servicio de asistencia jurídica a cada una de las Direcciones Provinciales de las Entidades gestoras y Servicios comunes de la Seguridad Social incardinadas dentro del ámbito territorial de la provincia.